# Judith Revel
Pour les articles homonymes, voir Revel.
 (février 2008).
Judith Revel, née le 12 juin 1966, est philosophe, italianiste et traductrice.

## Biographie

### Premières années
Fille de l'historien et ancien président de l'EHESS Jacques Revel. Elle est, comme sa sœur Jeanne Revel, normalienne.
Judith est donc ancienne élève de l'École normale supérieure de Fontenay-Saint-Cloud (1986L), puis agrégée de philosophie (1990), Judith Revel est spécialiste des pensées française et italienne contemporaines. 
Après un premier doctorat de philosophie obtenu en Italie, elle a soutenu en France une thèse de doctorat en philosophie sous la direction de Marcel Gauchet (EHESS, 2005).

### Carrière universitaire
Elle a passé de nombreuses années en Italie, puis a été maître de conférences à l'université Paris I Panthéon-Sorbonne. Entre 2014 et 2023, elle a été professeure de philosophie politique à l'université Paris-Nanterre, et y a dirigé le laboratoire Sophiapol (EA3932) de 2020 à 2023. À partir de la rentrée de septembre 2023, elle est professeure de philosophie française contemporaine à l'université Paris 1 Panthéon-Sorbonne. Elle est membre de l'IUF promotion 2023.
Elle est membre du Centre Michel Foucault, ainsi que du comité scientifique du Collège international de philosophie. 
Elle préside le conseil scientifique de l'IMEC.

### Travail de recherche
Ses recherches sont en grande partie axées sur la pensée de Michel Foucault, à qui elle a consacré plusieurs livres et de nombreux articles, en particulier autour de deux thèmes  - les rapports entre philosophie du langage et littérature (développés en particulier par Foucault dans les années 1960), et le passage de la biopolitique à la subjectivation (chez Foucault entre la fin des années 1970 et au début des années 1980).
Elle est en particulier redevable aux travaux du philosophe américain d'Arnold I. Davidson, avec lequel elle a en commun une tentative de réactualisation des thématiques éthico-politiques foucaldiennes.
Depuis le début des années 2010, elle travaille sur la philosophie du second après-guerre, et sur la manière dont une certaine pratique de la philosophie a problématisé à la fois sa propre situation historique et la possibilité d'intervenir sur le présent en entrecroisant les références à la pensée politique, à l'historiographie et à l'esthétique. Dans ce contexte, elle développe un travail sur l'usage philosophique  des archives, et sur la tension entre les concepts d'archive (au singulier) et d'archives (au pluriel). Plus généralement, elle étudie les différentes représentations de l'histoire dans la pensée française depuis les années 1950.
Elle prolonge aussi son enquête du côté de certaines lectures italiennes du poststructuralisme français (opéraisme et post-opéraisme italiens, pensées de Giorgio Agamben et de Roberto Esposito, Italian Theory).
Elle développe enfin une série de thèses sur les théorisations du politique avant et après 1968 et sur la refonte nécessaire des concepts politiques de la modernité, dans le sillage de l'opéraïsme italien et plus particulièrement des analyses du philosophe Antonio (dit Toni) Negri, dont elle est la femme. Elle a travaillé en particulier sur la notion de « commun » comme alternative à la dichotomie public/privé.

### Autres activités
Parallèlement aux enseignements qu'elle tient dans son université, Judith Revel a animé entre 2008 et 2015 un séminaire de recherche à l'EHESS consacré à l'histoire des engagements intellectuels au XXe siècle avec Perrine Simon-Nahum.
Elle a co-animé entre 2011 et 2017 un séminaire à l'ENS de Paris avec Perrine Simon-Nahum sur les rapports entre pensée politique, linguistique et expérimentation littéraire en France depuis 1945.
Judith Revel est également l'auteure d'une tribune sur le site du journal Le Monde, titré « Se réapproprier la révolution », publiée le 25 janvier 2018.
Activités de traduction
de nombreux articles et ouvrages, dont ceux de son mari, Toni Negri.